# Ludwik IV (landgraf Hesji)
Ludwik IV (ur. 27 maja 1537 w Kassel, zm. 9 października 1604 w Marburgu) – landgraf Hesji-Marburg od 1567 r.

## Życiorys
Ludwik był drugim spośród dorosłych synów landgrafa Hesji Filipa Wielkodusznego i Krystyny, córki księcia Saksonii Jerzego Brodatego. Kształcił się na uniwersytecie w Marburgu. W czasie kilkuletniej niewoli ojca przebywał w Stuttgarcie na dworze księcia Wirtembergii Krzysztofa. Początkowo nie był przewidziany do objęcia rządów w Hesji, jednak wskutek konfliktu pomiędzy najstarszym bratem Wilhelmem a ich ojcem, ten ostatni zmienił swój testament dzieląc swoje księstwo pomiędzy czterech dorosłych synów z pierwszego małżeństwa. I tak, po śmierci ojca w 1567 r. Ludwik otrzymał część Hesji nad rzeką Lahn (Górną Hesję) – Hesję-Marburg. Jako książę dbał o organizację swego niewielkiego państwa, wydał prawa górnicze i policyjne. Pozyskiwał nabytki terytorialne dla swego księstwa, m.in. w 1583 r. uczestniczył w podziale Hesji-Rheinfels, po bezpotomnej śmierci młodszego brata Filipa. Prowadził intensywną akcję budowlaną, restaurując nie tylko swą rezydnecję w Marburgu, ale także inne budowle na terenie księstwa.
Szczególną uwagę Ludwik przykładał do spraw religijnych i kościelnych. Za życia ojca Hesja stanowiła pośrednika między różnymi nurtami reformacji. Ludwik, który na dworze Krzysztofa wirtemberskiego bardzo przywiązał się do luteranizmu, zrezygnował z takiej polityki, co było także powodem tarć między braćmi. Miało to wpływ nie tylko na kwestie religijne, ale także polityczne, gdyż poważnie osłabiło zachowaną jednak jedność czterech heskich księstw, zagwarantowaną w układzie między braćmi w 1568 r. Początek osłabienia związku stanowiło zerwanie wspólnych synodów w 1582 r., co było jednym z elementów jedności Hesji. Instrumentem luterańskiej polityki Ludwika stał się także teologiczny wydział uniwersytetu w Marburgu. W ślad za tym poszedł rozłam polityczny: Ludwik przyłączył się do grupy książąt luterańskich będących stronnikami cesarskimi.
Ludwik był dwukrotnie żonaty: najpierw z Jadwigą, córką księcia Wirtembergii Krzysztofa (zmarłą w 1590 r.), a następnie (od 1591 r.) z Marią, córką Jana, hrabiego Mansfeld-Hinterort. Jednak z żadnego z tych związków nie pozostawił dzieci, w efekcie czego w swoim testamencie w 1595 r. Ludwik przewidział podział swego dziedzictwa na równe części między dwóch swoich bratanków: Maurycego z Hesji-Kassel i Ludwika V z Hesji-Darmstadt, przy zastrzeżeniu gwarancji utrzymania luteranizmu. Spór między stryjecznymi braćmi, jaki wybuchł na tym tle po śmierci Ludwika doprowadził do ostatecznego rozłamu jedności Hesji.